# Comisión Peel

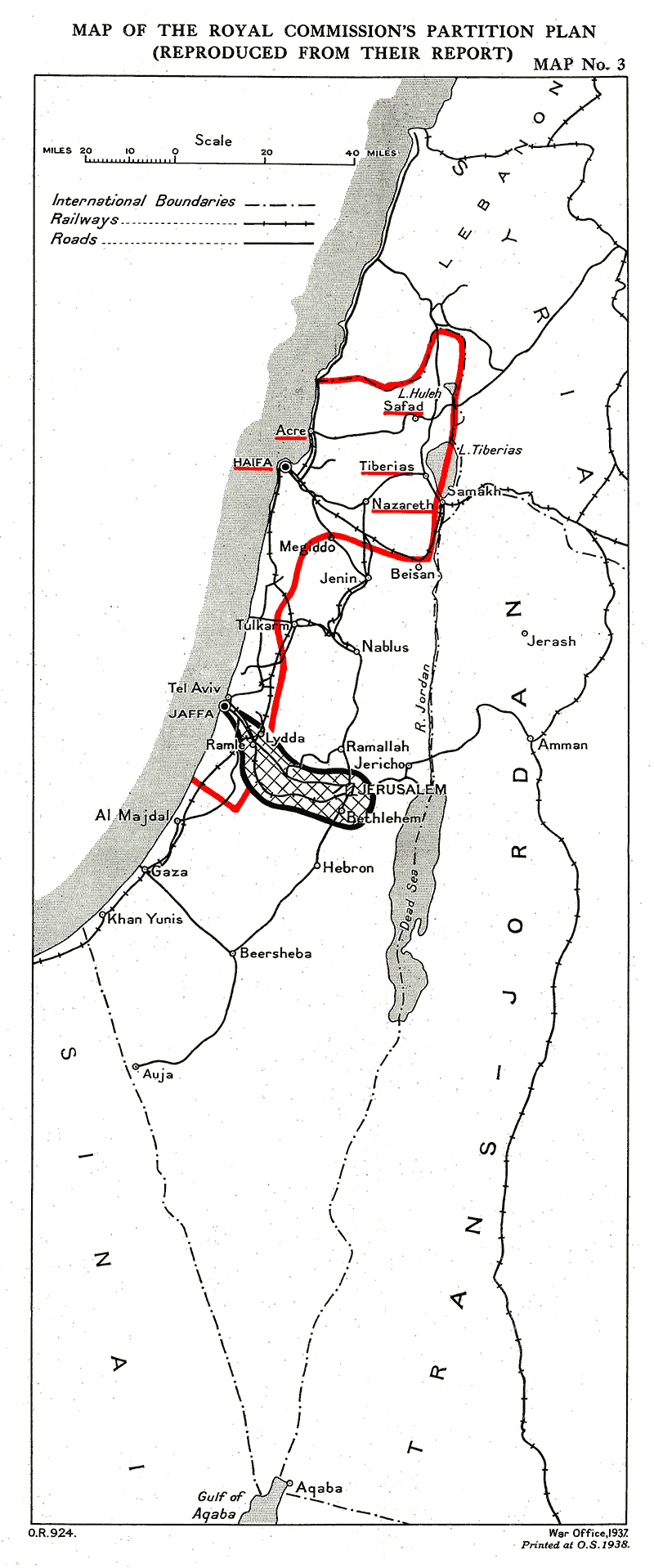
Plan de partición de la Comisión Peel, julio de 1937.

La Comisión Peel, conocida formalmente como la Comisión Real Palestina (Palestine Royal Commission), fue una Comisión Real Británica de Investigación, encabezada por Lord Peel, nombrada en 1936 para investigar las causas de los disturbios en el Mandato británico de Palestina después de la huelga general árabe de seis meses de duración en el mandato.
El 7 de julio de 1937, la Comisión publicó un informe en el que, por primera vez, declaró que el mandato se había convertido en inviable y recomendó la partición. El gabinete británico aprobó el plan de partición, en principio, pero pidió más información. Tras la publicación en 1938, la Comisión Woodhead fue designada para examinar en detalle y recomendar un plan de partición real.
Los árabes se opusieron a la partición «en principio» y la condenaron por unanimidad, ya que «se opusieron a todo el principio de concesión de territorio a los judíos» y exigieron que el Reino Unido mantenga su vieja promesa de un Estado árabe independiente, y que «la propia presencia de los derechos que los judíos disfrutan fue una traición a la palabra británica». El liderazgo judío aceptó la partición con sentimientos encontrados como una oportunidad para la soberanía. Sin embargo, algunos historiadores señalan que en una carta a su hijo en octubre de 1937, David Ben-Gurión escribió que «un estado judío debe establecerse de inmediato, incluso si es sólo en parte del país. El resto seguirá en el curso de tiempo. Un estado judío vendrá». El mismo sentimiento fue registrado por Ben-Gurión en otras ocasiones, como en una reunión del ejecutivo de la Agencia Judía en junio de 1938, así como por Jaim Weizmann.

## Creación
La Comisión se estableció en un momento de aumento de la violencia; graves enfrentamientos entre los árabes y los judíos estallaron en 1936 e iban a durar tres años. El 11 de noviembre de 1936, la comisión llegó a Palestina para investigar las razones detrás de la sublevación. La Comisión fue encargada de determinar las causas de los disturbios y juzgar las quejas de ambas partes. Jaim Weizmann pronunció un discurso en nombre de los judíos. El 25 de noviembre de 1936, declarando ante la Comisión Peel, Weizmann afirmó que había en Europa 6.000.000 de judíos «para los que el mundo se divide en lugares donde no pueden vivir y lugares donde no pueden entrar».
El Muftí de Jerusalén, Hajj Amin al-Husayni, testificó ante la comisión, oponiéndose a cualquier partición de las tierras árabes con los judíos. Exigió el completo cese de la inmigración judía. Aunque los árabes continuaron boicoteando la Comisión oficialmente, había un sentido de urgencia para responder a la apelación de Weizmann para restablecer la calma. El exalcalde de Jerusalén, Ragheb Bey al-Nashashibi (quien fue rival del Muftí en el ámbito interno palestino), fue por lo tanto enviado a explicar la perspectiva árabe a través de vías no oficiales.

## Desarrollo

### Argumentos del lado judío
Se situaron a la cabeza del lado judío Jaim Weizmann y David Ben-Gurión, quien presentó los argumentos para el establecimiento de un Estado judío de inmediato. Además, los judíos presentaron argumentos sobre sus derechos históricos en la Tierra de Israel, y señalaron su lealtad al mandato británico. 
En la etapa crucial, el Yishuv y la Organización Sionista Mundial prepararon el material en forma oral y escrita a los miembros del comité. Las posiciones sionistas ante la Comisión Peel se centraron en cuatro cuestiones clave:
1. Análisis de la relación entre la inmigración judía y el problema de la tierra en el mandato.
2. Una descripción de los logros de su impacto en la comunidad de Israel y las perspectivas de desarrollo.
3. Argumentos contra la restricción de compra de tierras en los asentamientos judíos.
4. Reclamos sobre el término del mandato y solicitar la política británica de apoyar activamente la inmigración judía (Declaración Balfour).

### Argumentos del lado árabe
En el lado árabe, el muftí Amin al-Husayni sostuvo que el propósito de los judíos era destruir todos los rastros de existencia de los derechos religiosos y de la historia de los musulmanes en Palestina. También alegó que los judíos robaban las tierras árabes. El muftí también afirmó que Gran Bretaña debía mantener sus declaraciones según la Correspondencia Husayn-McMahon.

## Conclusiones

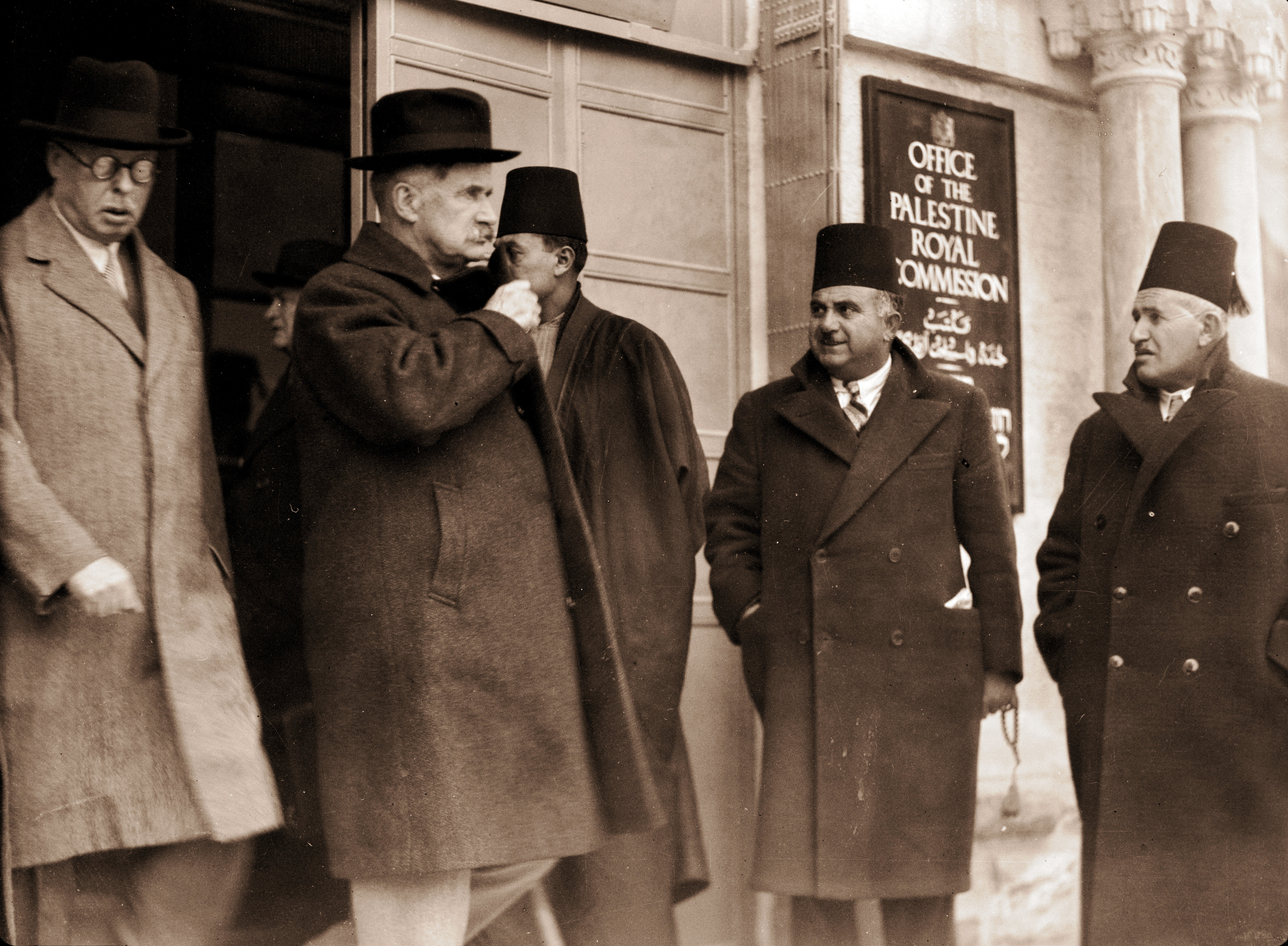
Disturbios en Palestina. Lord Peel y el Excmo. Sir Horace Rumbold, Presidente y Vicepresidente de la Comisión Real Palestina, abandonó las oficinas después de recibir pruebas del Comité Superior Árabe.

Las causas de la rebelión árabe que estalló en el año anterior fueron consideradas como:
[P]rimero, el deseo de los árabes por la independencia nacional; en segundo lugar, su antagonismo con el establecimiento del Hogar Nacional Judío en Palestina, vivificado por el miedo a la dominación judía. Entre las causas contributivas fueron el efecto en la opinión árabe de la consecución de la independencia nacional de Iraq, Transjordania, Egipto, Siria y el Líbano; el torrente de inmigrantes judíos que escapaban de Europa Central y Oriental; la desigualdad de oportunidades que disfrutan los árabes y los judíos, respectivamente, en colocar su causa ante el Gobierno de Su Majestad y el público; el crecimiento de la desconfianza árabe; la alarma árabe situada en la compra continua de tierras árabes por el carácter intensivo y la «modernidad» del nacionalismo judío; y, por último, la incertidumbre general, acentuada por la ambigüedad de ciertas frases en el Mandato, en cuanto a las intenciones últimas de la potencia mandataria.
La Comisión consideró que los autores del Mandato no podían haber previsto la llegada de la inmigración judía masiva, que consideraban causada por la «drástica restricción de la inmigración en los Estados Unidos, el advenimiento del Gobierno Nacional Socialista en Alemania en 1933 y la creciente presión económica sobre los judíos en Polonia». Escribieron que «El impacto continuado de una carrera sumamente inteligente y emprendedora, con el respaldo de grandes recursos financieros, en una comunidad indígena relativamente pobre, con un nivel cultural diferente, puede producir reacciones graves en el tiempo».
La Comisión constató que «aunque los árabes se han beneficiado por el desarrollo del país a causa de la inmigración judía, esto no ha tenido ningún efecto conciliador. Por el contrario, la mejora de la situación económica en Palestina ha significado el deterioro de la situación política». Abordando la «carga árabe, debido a que los judíos han obtenido una proporción demasiado grande de la buena tierra, no puede ser mantenida», la Comisión señaló que «Gran parte de la tierra donde ahora crecen naranjos fueron dunas de arena o de pantano y sin cultivar cuando fue adquirida». Más bien señalaron que «La escasez de tierra, consideramos, se debe menos a la cantidad de tierra adquirida por los judíos que al aumento de la población árabe». «Los esfuerzos para controlar la enajenación de tierras de los árabes a judíos no han tenido éxito en las colinas, ya que no hay espacio para un mayor cierre de los asentamientos judíos; en los campos solamente debe permitirse bajo ciertas restricciones».
La Comisión señaló que el Gobierno ha tratado de cumplir las obligaciones contradictorias del Mandato en condiciones de gran dificultad, por «sostener el equilibrio» entre judíos y árabes. Los reiterados intentos de conciliar ambas razas sólo habían aumentado los problemas. La situación en Palestina había llegado a un punto muerto. El desarrollo de las instituciones de la autonomía y autogobierno local también se había visto obstaculizado.
La declaración resumen del informe sobre la posibilidad de establecer dos estados decía:
Un conflicto incontenible ha surgido entre las dos comunidades nacionales dentro de los estrechos límites de un país pequeño. No hay puntos en común entre ellos. Sus aspiraciones nacionales son incompatibles. Los árabes desean revivir las tradiciones de la edad de oro árabe. Los judíos desean mostrar lo que pueden lograr cuando sea restaurada la tierra en la que nació la nación judía. Ninguno de los dos ideales nacionales permiten su combinación en el servicio de un solo Estado.

### Recomendaciones
La Comisión llegó a la conclusión de que el mandato se había convertido en inviable y debía ser abolido. Estuvo a favor de la partición, como la única solución al «estancamiento» árabe-judío. Se esbozó diez puntos sobre: un sistema de Tratado obligatorio entre los Estados árabe y judío y el nuevo Gobierno; un mandato para los lugares sagrados; las fronteras; la necesidad de la subvención interestatal; la necesidad de la subvención británica; los aranceles y los puertos; la nacionalidad; el servicio civil; concesiones industriales; y el intercambio de tierras y poblaciones.
Un sistema del Tratado basándose en el precedente iraquí-sirio, propuso: mandatos permanentes para el área de Jerusalén y el «corredor» que se extendía a la costa mediterránea en Jaffa y la tierra bajo su autoridad (y por consiguiente, la transferencia de las poblaciones árabes y judíos) sería proporcional entre los Estados árabe y judío. El Estado judío iba a recibir una porción territorial más pequeña en el cercano oeste y el norte, desde el Monte Carmelo hasta el sur de Beer Tuvia, así como el Valle de Jezreel y la Galilea; mientras que el Estado árabe, vinculado con Transjordania, debía recibir territorio en el sur y el este, que incluía Judea, Samaria, y el desierto del Néguev, de tamaño considerable.
El informe indicó que judíos contribuían más al capital para los ingresos de Palestina que los árabes, y que de ese modo, el Gobierno se ha permitido mantener los servicios públicos de los árabes en un nivel más alto que de otro modo no habría sido posible. La partición significaría, por un lado, que el beneficio del Área árabe ya no provendría de la capacidad contributiva del Área judía. Por otro lado, (1) los judíos tendrían que adquirir nuevos derechos de soberanía en el Área judía; (2) que el Área, tal como estaba definida, sería mayor que la ocupada en ese momento por las tierras y los asentamientos judíos; (3) los judíos serían liberados de su responsabilidad presente para ayudar a promover el bienestar de los árabes fuera de esa zona. Se sugiere, por lo tanto, que el Estado judío debería pagar una subvención al Estado árabe cuando la partición entrara en vigor. El informe citaba la separación de Sind de Bombay y de Birmania desde el Imperio de la India, como precedentes para tal arreglo financiero.
El informe indicó que si la partición habría de ser eficaz en la promoción de una solución definitiva, debía significar más que trazar una frontera y establecer dos Estados. Tarde o temprano, debía existir una transferencia de la tierra y, en la medida de lo posible, un intercambio de población. Se citaba como precedente el intercambio entre los griegos y turcos de 1923, que abordó el rozamiento constante entre sus minorías. Al tomar nota de la ausencia de tierras cultivables para reasentar a los árabes, se señaló que serían necesarias la ejecución de planes a gran escala para riego, almacenamiento de agua, y el desarrollo en Transjordania, Beerseba y el Valle del Jordán. El intercambio de población, si se hubiera llevado a cabo, habría implicado la transferencia de hasta 225.000 árabes y 1.250 judíos.

## Reacciones

### La reacción árabe
Los dirigentes árabes, tanto en el Alto Comité Árabe controlado por Husayni y en el Partido de Defensa Nacional Nashashibi denunciaron la partición y reiteraron sus demandas de independencia, con el argumento de que a los árabes les había sido prometida la independencia y la concesión de derechos a los judíos había sido una traición. Los árabes rechazaron categóricamente el principio de concesión de cualquier territorio a los judíos. Junto con el Alto Comité Árabe también cabildeo, cientos de delegados de todo el mundo árabe fueron convocados en la Conferencia de Bludán en Siria el 8 de septiembre y totalmente rechazaron tanto la partición y el establecimiento de un estado judío en Palestina.

### La reacción judía
El 20 de agosto de 1937, el XX Congreso Sionista expresó que, en el momento de la Declaración Balfour, se entendió que el Hogar Nacional Judío se establecería en el conjunto de la Palestina histórica, incluyendo Transjordania, y que inherente a la Declaración estaba la posibilidad de la evolución de Palestina en un Estado judío.
Mientras que algunas facciones en el Congreso apoyaron el Informe Peel, argumentando que luego de las fronteras podrían ajustarse, otros se opusieron a la propuesta debido a que el Estado judío sería demasiado pequeño. El Congreso decidió rechazar las fronteras específicas recomendadas por la Comisión Peel, pero habilitó a su ejecutivo para negociar un plan más favorable para un Estado judío en Palestina. Como consecuencia de la Comisión Peel, la Agencia Judía estableció comités para comenzar a planificar el estado. En ese momento, se había creado ya un aparato administrativo completo que significaba «un equipo de Gobierno existente al lado del Gobierno del mandato».
En la mismo Congreso Sionista, David Ben-Gurión, entonces presidente del comité ejecutivo de la Agencia Judía para Palestina, dijo a los asistentes que, a pesar de que «no puede haber ninguna duda [...] de renunciar a cualquier parte de la Tierra de Israel, [...] era discutible que el objetivo final se logrará más rápidamente mediante la aceptación de las propuestas de [la comisión] Peel». El profesor de la Universidad de Arizona Charles D. Smith sugiere que, «Weizmann y Ben-Gurión no sentían que tendrían que estar sujetos a los límites propuestos [por la Comisión Peel]. Estos podrían ser considerados límites temporales que serían ampliados en el futuro». Hay una gran cantidad de evidencia de que la consideración sionista de partición era táctica y no sustantiva.
Los dos principales líderes judíos, Jaim Weizmann y Ben-Gurión, habían convencido al Congreso Sionista aprobar equívocamente las recomendaciones Peel como base para más negociaciones. Ben-Gurión escribió: «La transferencia obligatoria de los árabes de los valles del estado judío propuesto podría darnos algo que nunca hemos tenido, incluso cuando estábamos por nosotros mismos durante los días del Primer y Segundo Templo: [una Galilea casi libre de los no judíos]. [...] se nos está dando una oportunidad, que nunca nos atrevimos a soñar en nuestra más loca imaginación. Esto es más que un estado, el gobierno y la soberanía, esto es una consolidación nacional en una patria libre. [...] si a causa de nuestra debilidad, descuido o negligencia, esto no se hace, entonces habremos perdido una oportunidad que no teníamos antes, y nunca podríamos tener de nuevo».
Ben-Gurión escribió 20 años después: «Si la partición [en referencia al plan de partición de la Comisión Peel] se hubiese llevado a cabo, la historia de nuestro pueblo habría sido diferente y 6 millones de judíos europeos no habrían sido asesinados, la mayoría de ellos estarían en Israel».

## Repercusiones
El Plan Peel resultó ser el plan de partición principal, en el que todos los que le siguieron bien fueron basados o comparados, marcando el comienzo de un cambio fundamental en el panorama británico sobre el futuro de Palestina.
Tras la publicación del informe, el Gobierno británico dio a conocer un comunicado de sus políticas, de acuerdo con sus conclusiones, y proponiendo pedir a la autoridad de la Liga de las Naciones proceder con un plan de partición. En marzo de 1938, los británicos nombró la Comisión Woodhead para «examinar el plan de la Comisión Peel en detalle y recomendar un plan de partición real». La Comisión Woodhead consideró tres planes diferentes, uno de los cuales estaba basado en la Plan Peel. En su informe de 1938, la Comisión rechazó el mismo plan principalmente con el argumento de que no podía llevarse a cabo sin una transferencia forzada masiva de árabes (una opción que el gobierno británico ya había descartado). Con la disidencia de algunos de sus miembros, la Comisión recomendó en cambio un plan que dejaría la Galilea bajo mandato británico, pero hizo hincapié en graves problemas con él, que incluían la falta de autosuficiencia financiera del Estado árabe propuesto. El Gobierno británico acompañó a la publicación del Informe Woodhead una declaración política, rechazando la partición como impracticable debido a «dificultades políticas, administrativas y financieras».
En la Conferencia de Biltmore de mayo de 1942, las organizaciones sionistas llaman para el establecimiento de Palestina como una Commonwealth judía, afirmando de este modo toda Palestina.

## Lectura adicional
- Palestine Royal Commission Report Presented by the Secretary of State for the Colonies to Parliament by Command of His Majesty, July 1937. His Majesty’s Stationery Office., London, 1937. 404 pages + maps.
- Aharon Cohen, Israel and the Arab World (Funk and Wagnalls, New York, 1970) pp. 207–210